# Rosalia lesnei
Rosalia lesnei är en skalbaggsart som beskrevs av Boppe 1911. Rosalia lesnei ingår i släktet Rosalia och familjen långhorningar.
Artens utbredningsområde är Taiwan. Inga underarter finns listade i Catalogue of Life.